# 수성사
수성사는 대한민국 전라남도 영암군 영암읍 남풍리 224에 있는 건축물이다. 2009년 7월 13일 영암군의 향토문화유산 제5호로 지정되었다.

## 개요
수성사는 1538년(중종 33)에 현 영암군청 부근에 설립되어 60세 이상의 전관리·사민·학자들의 수양처로서 일종의 경로당과 같은 기능을 한다. 수성사라는 액호는 1655년(효종 6) 향토민의 귀감이 되는 장소라 하여 조정에서 하사한 것으로 전한다. 열무정(문자 제160호)의 운영을 지원하기 위한 사포계가 조직되었는데 사포계의 계장을 수정사의 사장이 겸임하였다.

## 같이 보기
- 열무정및사포계문서일괄 - 전라남도 문화재자료 제160호